# Александар Свечин
Александар Андрејевич Свечин (рус. Александр Андреевич Свечин; Одеса, 17. август 1878 – 28. јул 1938) био је руски и совјетски војсковођа, војни писац, просветни радник и теоретичар, аутор класичног војног дела „Стратегија“ .

## Младост
Рођен је у Одеси, где му је отац био генерал у царској руској војсци. Имао је руско порекло. Његов старији брат Михаил Свечин (1876–1969) био је коњички официр у кирасирима који се борио у Руско-јапанском рату и Првом светском рату, а затим се придружио Белом покрету у Руском грађанском рату, и преминуо у Француској 1969. године.
Студирао је у кадетском корпусу у Санкт-Петербургу, а затим у Михајловској артиљеријској школи. Дипломирао је на Генералштабној академији 1903. године.

## Каријера
Учествовао у Руско-јапанском рату 1904-1905. године као командир чете у 22. источносибирском пуку, а затим као штабни официр у штабу 16. армијског корпуса и штабни официр у штабу 3. манџурске армије .
Године 1915. додељено му је командовање над 6. финским пуком, а касније је именован за начелника штаба 7. пешадијске дивизије, команданта Црноморске маринске дивизије, генерал-мајора 1916. и коначно начелника штаба руске 5. армије.
Након Октобарске револуције, придружио се бољшевицима у марту 1918. и одмах је именован за војног команданта Смоленске области. Достигао је високу позицију начелника Сверуског генералштаба .
У октобру 1918. године, неслагања са совјетским врховним командантом Јукумсом Вацетисом довела су до тога да Свечин буде смењен са своје позиције и именован за професора на Академији Генералштаба Радничко-сељачке Црвене армије. Нова позиција му је омогућила да споји свој таленат писца са знањем војне стратегије. Његово дело „Стратегија“ постало је обавезна лектира у совјетским војним школама.
У фебруару 1931. године, током чистке бивших царских официра у Црвеној армији, Свечин је ухапшен и осуђен на пет година затвора у гулагу. Међутим, у фебруару 1932. године је пуштен на слободу и вратио се на активну дужност као командант дивизије у Црвеној армији. Најпре је био распоређен у обавештајној служби Генералштаба, а затим у Академији Генералштаба Црвене армије.

## Смрт
Свечин је ухапшен 30. децембра 1937. године током Велике чистке. Његово име је било на списку смрти бр. 107, од 26. јула 1938. године, који су потписали Јосиф Стаљин и Вјачеслав Молотов. Дана 29. јула 1938. године, Војни колегијум Врховног суда Совјетског Савеза осудио га је на смрт под оптужбом за „учествовање у контрареволуционарној организацији“, а на терет му се стављало и „обучавање терориста“. Према речима историчара Александра Хила, Свечин је погубљен 29. августа 1938. године, а његово тело је сахрањено у Московској области (Комунарка).
Рехабилитован је у оквиру политике гласности Михаила Горбачова. Године 2013, Свечинов допринос војној теорији похвалио је начелник руског Генералштаба, генерал армије Валериј Герасимов.
Његово име се појављује у циклусу романа Александра Солжењицина „Црвени точак“ . Такође, Солжењицинов „Архипелаг Гулаг“, у свом француском издању,наводи 1935. годину као годину Свечиновог погубљења.